# (1850) Kohoutek
(1850) Kohoutek es un asteroide perteneciente al cinturón de asteroides descubierto el 23 de marzo de 1942 por Karl Wilhelm Reinmuth desde el observatorio de Heidelberg-Königstuhl, Alemania.

## Designación y nombre
Kohoutek recibió al principio la designación de 1942 EN.
Más adelante se nombró en honor del astrónomo checo Luboš Kohoutek.

## Características orbitales
Kohoutek orbita a una distancia media de 2,25 ua del Sol, pudiendo alejarse hasta 2,535 ua y acercarse hasta 1,966 ua. Tiene una excentricidad de 0,1265 y una inclinación orbital de 4,051°. Emplea 1233 días en completar una órbita alrededor del Sol.